# Batterij Hundius en Halve Maan

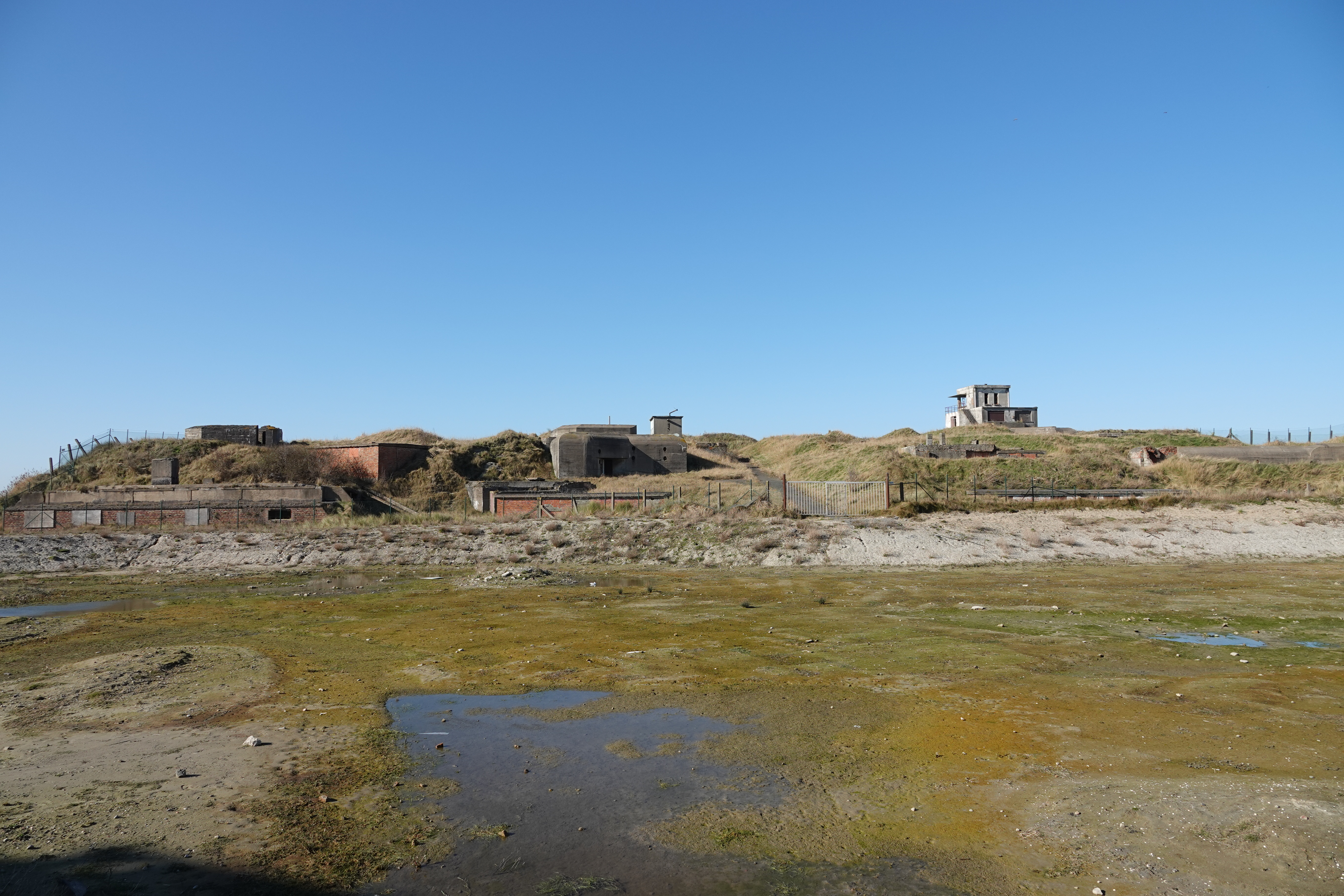
Batterij Hundius en Halve Maan (2022)

Batterij Hundius en De Halve Maan is een militair complex en batterij te Oostende dat tijdens de Tweede Wereldoorlog werd opgetrokken ten oosten van de vaargeul als onderdeel van de Atlantikwall.

## Geschiedenis
In 1997 werd het gehele complex beschermd. 

### De halve Maan[3]
Op de locatie van de batterij stonden tijdens het Beleg van Oostende (1601-1604) al Spaanse kanonnen om de Hollandse en Engelse schepen tegen te houden. In de Eerste Wereldoorlog stond er een kleine batterij met de naam Eylau.
De Halve Maan is een FLAK of Flugabwehrkanon. In 1943 werd het geheel uitgebouwd als hoofdkwartier en het bestaat uit meerdere delen waaronder een manschappenbunker voor 15 soldaten (R656), een commandobunker (R610) en een machinegeweerbunker (R515), enkele observatieposten en een reeks kleine gebouwen uit baksteen. 
Na de Tweede Wereldoorlog werd de commandobunker door de Marine als coördinatiecentrum gebruikt en werd er een radarstation in gebruik genomen.

### Batterij Hundius[4]
De batterij werd door krijgsgevangenen gebouwd en werd vernoemd naar Paul Hundius, de Duitse commandant van de Duitse U-boot die op 16 september 1918 door dieptebommen tot zinken werd gebracht. Na de Tweede Wereldoorlog werd de bunker als commandopost gebruikt en aangevuld met een elektriciteitscentrale en radiostation.
Deze batterij is gelegen ten oosten van De Halve Maan en is een symmetrisch gebouwde kustbatterij. Ze bestaat uit een centrale vuurleidingspost met daar omheen vier geschutskazematten (R671) met elk een bijhorende munitiebunker (R134) en twee manschappenbunkers (R502). Rond het complex ligt een loopgravenstelsel.